# Колесников, Владимир Михайлович
Владимир Михайлович Колесников (15 июля 1914 — 16 апреля 1945) — Герой Советского Союза (1943), командир пулемётной роты 229-го гвардейского стрелкового полка (72-я гвардейская стрелковая дивизия, 7-я гвардейская армия), гвардии капитан.

## Биография
Родился 15 июля 1914 года в станице Кагальницкая Черкасского округа Области Войска Донского (ныне — Кагальницкий район Ростовской области) в семье рабочего. Русский.
Окончил 7 классов кагальницкой школы. Работал бухгалтером.
С марта 1933 по май 1934 года обучался по профессии токарь, в школе ФЗУ при заводе «Ростсельмаш». Сегодня профессиональный лицей носит его имя.
В Красной армии с 1935 по 1938 годы и с 1939 года. Поначалу служил бухгалтером, затем был старшиной стрелковой роты. В мае 1941 года окончил Астраханское стрелково-пулемётное училище. Член КПСС с 1940 года.
В действующей армии Колесников с июня 1941 года. Воевал в должности командира пулемётной роты на Западном и Воронежском фронтах. 27 августа получил первое осколочное ранение в правую ногу. В октябре 1941 года участвовал в оборонительных боях в районе города Дорогобуж Смоленской области. В августе 1942 года пулемётчики взвода Колесникова стояли насмерть на Дону в районе станицы Цимлянской, затем отражали танковое наступление противника на Сталинград на реке Аксай. Здесь Колесников в одном из боёв был второй раз ранен и лечился в госпитале. Летом 1943 года на Курской дуге.
Гвардии лейтенант В. М. Колесников отличился в бою 5 июля 1943 года в районе села Маслова Пристань (Шебекинский район Курской, ныне Белгородской, области). Пулемётная рота под его командованием уничтожила в бою 300 вражеских солдат и офицеров, подавила 14 пулемётных точек противника. Увидев, что гитлеровцы окружают командный пункт роты, Колесников лично вынес к командному пункту два пулемёта и открыл огонь по наступающим порядкам гитлеровцев. Когда один пулемёт был разбит, он поменял место ведения боя и из второго пулемёта бил по врагу. В этом бою он уничтожил до 200 гитлеровцев, сам при этом был ранен, но не оставил поле боя до тех пор, пока его отряд не закрепился на рубеже. По ранению выбыл 7 июля 1943 года.
После излечения в госпитале Колесников вернулся в родную часть. Вместе с ней участвовал в форсировании Днепра у города Верхнеднепровска Днепропетровской области, освобождении Правобережной Украины. Летом 1944 года гвардии старший лейтенант Колесников участвовал в боях на территории Румынии, освобождении городов Тыргу-Фрумос и Тыргу-Муреш. В феврале 1945 года гвардии капитан Колесников участвовал в уличных боях в городе Будапеште.
Весной 1945 года гвардии капитан В. М. Колесников участвовал в боях в районе города Комарно и в освобождении столицы Словакии города Братиславы. Здесь, на словацкой земле, в одном из боёв 16 апреля 1945 года Герой Советского Союза гвардии капитан Колесников погиб. Похоронен герой на Ольшанском кладбище города Праги.

## Награды
- Указом Президиума Верховного Совета СССР от 1 ноября 1943 года за образцовое выполнение боевых заданий командования на фронте борьбы с немецко-фашистскими захватчиками и проявленные при этом отвагу и геройство гвардии лейтенанту Владимиру Михайловичу Колесникову было присвоено звание Героя Советского Союза с вручением ордена Ленина и медали «Золотая Звезда» (№ 2237)[3].
- Награждён также орденом Красного Знамени[5].

## Память
- Приказом Министра обороны СССР В. М. Колесников навечно зачислен в списки личного состава воинской части.
- В станице Кагальницкой Ростовской области улица и средняя школа № 1 названы его именем[6]. Мемориальная доска в память о Колесникове В.М. установлена Российским военно-историческим обществом на здании Кагальницкой средней школы, где он учился.
- В городе Ростове-на-Дону, Профессиональный лицей № 1 назван его именем[7].